# Meredith (Australia)
Meredith – miasto w Australii, w stanie Wiktoria.